# Fréchou
Fréchou är en kommun i departementet Lot-et-Garonne i regionen Nouvelle-Aquitaine i sydvästra Frankrike. Kommunen ligger i kantonen Nérac som tillhör arrondissementet Nérac. År 2022 hade Fréchou 223 invånare.

## Befolkningsutveckling
Antalet invånare i kommunen Fréchou
| Referens: INSEE |